# Прийоно
Виндувино́то Прийо́но (Prijono Winduwinoto; 1907 — 1969) — индонезийский учёный-филолог, заместитель председателя Индонезийского комитета сторонников мира. Участник национально-освободительного движения против голландских колонизаторов (1945—1948). Лауреат Международной Сталинской премии «За укрепление мира между народами» (1954).

## Биография
Родился 21 июня 1906 года. В 1930-х годах учился в Париже, изучал восточную литературу в Лейденском университете. До 1950 года — профессор университета Гаджа Мада в Джокьякарте, затем в Джакарте. С 1952 года — руководитель Общества культуры и языка. В 1957—1959 годах — министр просвещения, в 1960—1964 годах — министр просвещения и культуры. В 1964—1966 годах — министр-координатор по вопросам культуры и образования.